# Даниловград
Даниловград (на сръбски: Даниловград или Danilovgrad) е град, разположен в централната част на Черна гора. Населението на града наброява 6 852 души.
Даниловград е административен център на едноименната община, чието население през 2003 година наброява 16 523 души. Даниловград е малък черногорски град, разположен в плодородната долина на река Зета, наричана Биелопавличи.

## История
Даниловград е основан с намерението да бъде столица на Черна гора. След присъединяването със Санстефански договор през 1878 година на градовете Никшич и Подгорица към черногорската държава, значението на Даниловград, както и намеренията да бъде столица на страната, са забравени. Градът получава името на своя създател княз Данило, въпреки че основите му са положени от неговия наследник крал Никола I през 1870.
При избухването на Балканската война в 1912 година четирима души от Даниловград са доброволци в Македоно-одринското опълчение.

## Население
Даниловград е административен център на едноименната община. Населението ѝ наброява 16 523 души (2003), а в града живеят 5208 жители.
Изменение на населението на град Даниловград през годините:
- 3 март 1981 г. – 3664
- 3 март 1991 г. – 4409
- 1 ноември 2003 г. – 5208

Етнически групи (1991):
- черногорци (89,88%)
- сърби (5,90%)

Етнически групи (2003):
- черногорци (67,93%)
- сърби (25,47%)